# キリロス・ルカリス
キリロス・ルカリス（Κύριλλος Λούκαρις、Kyrillos Loukaris、Cyril Lucaris、Cyril Lucar、1572年11月13日 - 1638年6月29日）は、当時のヴェネツィア共和国クレタ島に生まれた、正教会のコンスタンディヌーポリ総主教であり神学者である。キリル・ルカリスとも転写される。

## 概要
1602年にアレクサンドリア総主教（アレクサンドリア総主教としてはキリロス3世）に着座し、1621年にコンスタンディヌーポリ総主教（コンスタンディヌーポリ総主教としてはキリロス1世）に着座した。
2009年10月6日、アレクサンドリア総主教庁の聖シノドは、キリロス・ルカリスの列聖を決定した。神品致命者として記憶されている。

## 生涯

### 青年時代に受けた西欧からの影響
彼は、青年時代に西欧に向かい、ヴェネツィア、パドヴァ、そしてジュネーヴで神学教育を受けたが、その時期に宗教改革者ジャン・カルヴァンの改革派信仰の影響を受けた。1453年の東ローマ帝国滅亡以降、正教会の伝統的神学を教える機関の設立はオスマン帝国によって許されてはおらず、ヴェネツィア領も含め当時の東地中海世界で神学を志す者は西欧に学ぶ場を求めるしか無かった。この時代にそうした西欧に学んだ人々により正教会は西欧化したとされ、伝統の復興を肯定的に評価する人々からは基本的にこの時代の傾向は批判的に捉えられている。多かれ少なかれ、当代の正教会の神学者の多くはカトリック教会かプロテスタントの影響を強く受けており、キリロス・ルカリスは後者からの影響を強く受けた人間の代表例とされる。

### ブレスト合同から受けた影響
若き日に影響を蒙った改革派の影響と合わせ、ウクライナにおける1596年のブレスト合同での経験もキリロス・ルカリスの性格形成に影響を及ぼした。ブレスト合同では、アレクサンドリア総主教代理であった若きキリロス・ルカリスを含めたコンスタンディヌーポリ教会の代表者達と、東西教会の合同に反対した現地人正教徒達が、合同賛成派によって議場である聖堂から完全に締め出されるという強引な手法を経て、ウクライナ東方カトリック教会が成立した。この時のカトリック教会とポーランド王のやり方を目の当りにしたキリロス・ルカリスは、強烈な反ローマ・カトリック感情を抱くこととなる。

### 反ローマ・カトリックの姿勢と、聖公会・プロテスタントとの交流
以上のような経緯から、キリロス・ルカリスの反ローマ・カトリック姿勢は終生崩れる事は無く、彼のカルヴァン主義を始めとするプロテスタントへの傾斜は際立つ事となった。
当時、オスマン帝国の支配領域においてローマ・カトリック教会とその学校は建てられていたが、正教会の信仰とギリシア語の神学校が不足していた。そこで正教会の神品の養成のために、神学生を海外の教育機関に留学させることになった。その際、正教会の信仰に近いと彼が考えていたカルヴァン主義に注目し、若いギリシャ系の学生たちを宗教改革の学問機関がある、スイス、オランダ、イングランドに留学させた。1629年にはカルヴァン主義の教義に近いとされる信仰告白が出版された。またキリロス総主教はイングランド国教会のカンタベリー大主教とも文通をしていた。

## その最期

コンスタンディヌーポリ総大主教の紋章

精力的にカトリシズムに抵抗したキリロス・ルカリス総主教は、イエズス会士の謀略と讒言によって何度も追放される憂き目に会ったがその都度総主教座に復帰した。しかしついにスルタン・ムラト4世はコサック蜂起に関わった容疑で、1638年6月に彼を殺害した。遺体はボスフォラス海峡に投げ込まれたが、友人によって首都から離れた場所に埋葬された。

## 評価と列聖
現代においてもキリロス・ルカリスについては、カルヴァン主義（あるいはより広義にプロテスタント）の影響の度合いがどれほどのものであったかという問題と、その事についての是非を巡り、正教会において議論の的となっているが、2009年10月6日、アレクサンドリア総主教庁の聖シノドは、キリロス・ルカリスの列聖を決定した。神品致命者として記憶されている。